# Dimitrije Pejanović
Dimitrije Pejanović (serbisch-kyrillisch Димитрије Пејановић, * 9. Juli 1974 in Sombor, SR Serbien, SFR Jugoslawien) ist ein serbischer Handballspieler und Handballtrainer.
Der 1,97 Meter große und 92 Kilogramm schwere Torhüter steht seit 2014 beim spanischen Klub BM Granollers unter Vertrag. Zuvor spielte er bei Panellinios AC Athen, mit dem er am Europapokal der Pokalsieger (2001/2002) und als griechischer Meister an der EHF Champions League (2002/2003) teilnahm. Von 2003 bis 2012 war er bereits in der spanischen Liga ASOBAL aktiv, die ersten vier Jahre für BM Almería und anschließend bei BM Torrevieja. Daraufhin wechselte er nach Belarus zum Champions-League-Teilnehmer HC Dinamo Minsk, mit dem er 2013 das Double gewann. Zum Ende der Saison 2013/14 verließ er den sich in finanziellen Schwierigkeiten befindlichen Verein und spielte den Rest der Saison in Katar für al-Rayyan SC.
Dimitrije Pejanović stand im Aufgebot der serbischen Nationalmannschaft, so für die Handball-Europameisterschaft 2010 und die Weltmeisterschaft 2011; bis Dezember 2010 bestritt er 58 Länderspiele.